# Väninnor (1943)
Väninnor är en amerikansk film från 1943 i regi av Vincent Sherman. Den är en filmatisering av John Van Drutens pjäs Old Acquaintance från 1940. Van Druten skrev också filmens manus tillsammans med Lenore J. Coffee. Filmens huvudroller görs av Bette Davis och Miriam Hopkins. Deras karaktärer är rivaler både privat och i karriären. Davis och Hopkins hade en spänd relation privat och de arbetade aldrig mer ihop efter denna film.

## Rollista
- Bette Davis - Katherine
- Miriam Hopkins - Mildred
- Gig Young - Rudd Kendall
- John Loder - Preston Drake
- Dolores Moran - "DeDe" Drake
- Phillip Reed - Lucian Grant
- Roscoe Karns - Charlie
- Anne Revere - Belle Carter
- Esther Dale - Harriet